# Medetera
Medetera är ett släkte av tvåvingar. Medetera ingår i familjen styltflugor.

## Bildgalleri

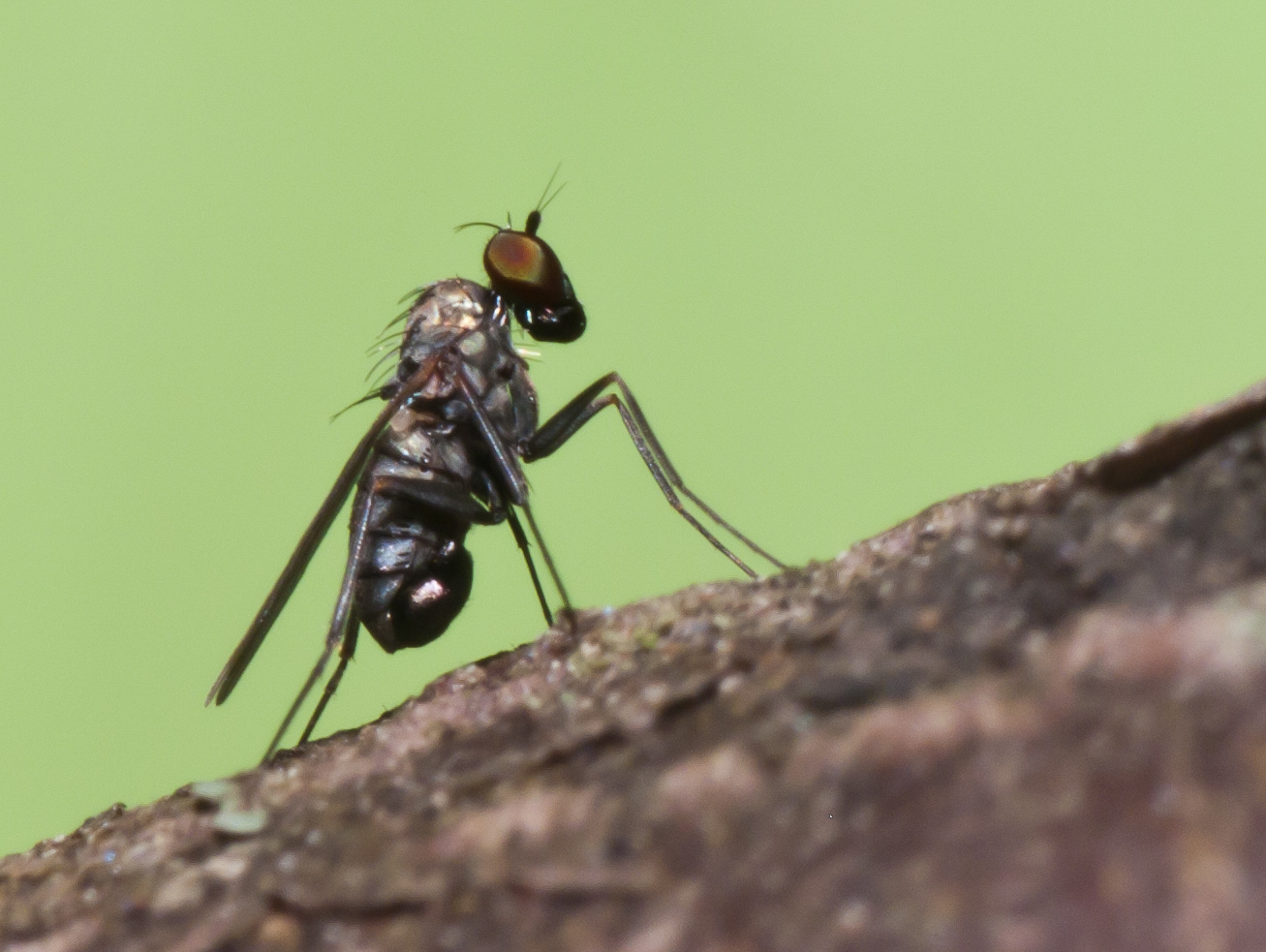
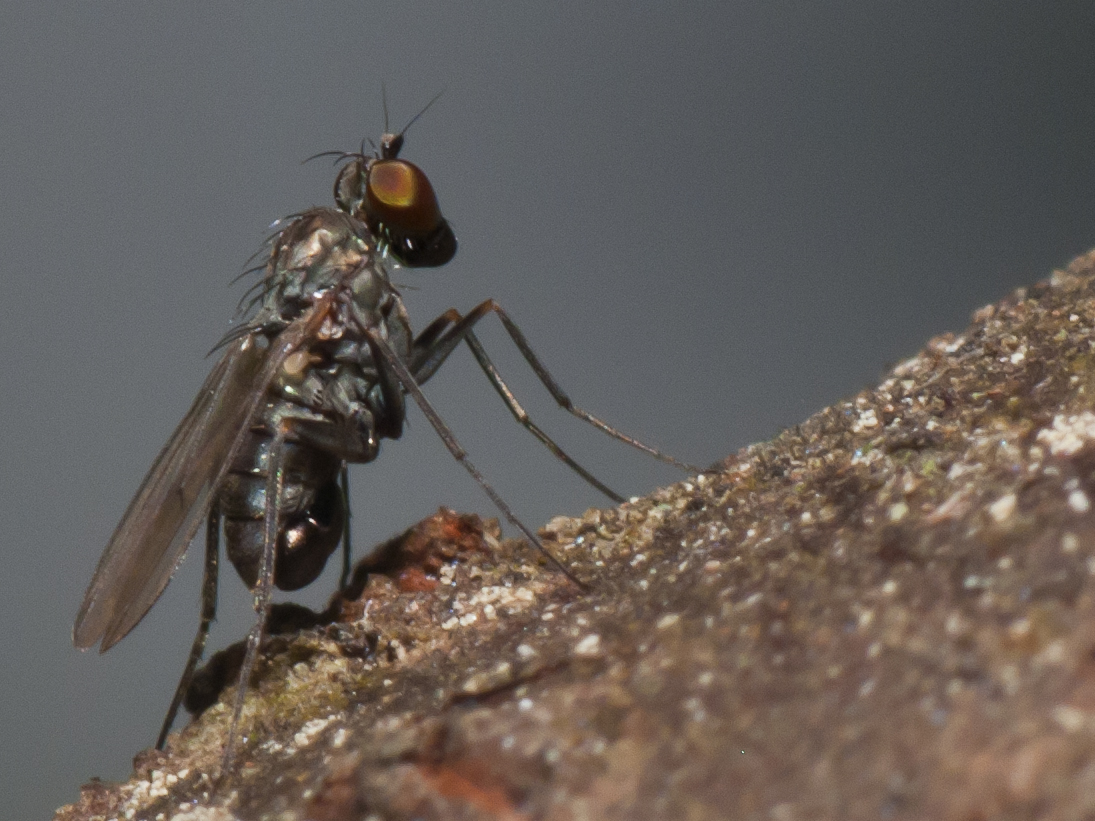
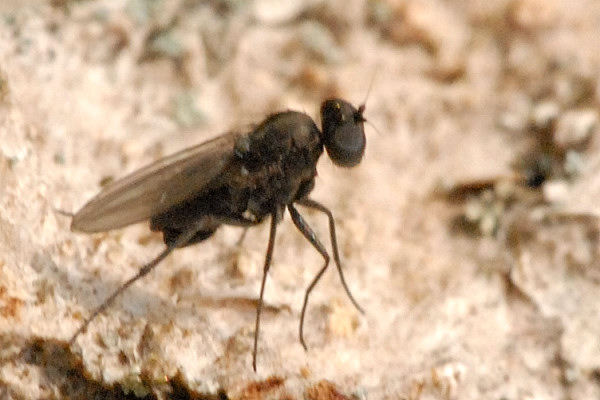

## Dottertaxa tillMedetera, i alfabetisk ordning[1][2]
- Medetera abditus
- Medetera aberrans
- Medetera abnormis
- Medetera abrupta
- Medetera abstrusa
- Medetera acanthura
- Medetera adjaniae
- Medetera adsumpta
- Medetera aeneiventris
- Medetera aequalis
- Medetera aequatorialis
- Medetera afra
- Medetera africana
- Medetera albescens
- Medetera albiseta
- Medetera albisetosa
- Medetera albitarsis
- Medetera aldrichii
- Medetera alexandri
- Medetera alpina
- Medetera altera
- Medetera altimontana
- Medetera ambigua
- Medetera amplimanus
- Medetera annulitarsus
- Medetera anus
- Medetera aperta
- Medetera apicalis
- Medetera apicipes
- Medetera araneipes
- Medetera archboldi
- Medetera areneipes
- Medetera armeniaca
- Medetera arnaudi
- Medetera arrogans
- Medetera asiatica
- Medetera athertonensis
- Medetera australiana
- Medetera austroapicalis
- Medetera austrofemoralis
- Medetera babelthaup
- Medetera baicalica
- Medetera bargusinica
- Medetera beckeri
- Medetera belgica
- Medetera bella
- Medetera betulae
- Medetera bidentata
- Medetera bisecta
- Medetera bishopae
- Medetera bispinosa
- Medetera bistriata
- Medetera borealis
- Medetera borneensis
- Medetera breviseta
- Medetera brevispina
- Medetera brevitarsa
- Medetera brunnea
- Medetera bunyensis
- Medetera bweza
- Medetera caffra
- Medetera californiensis
- Medetera calvinia
- Medetera canadensis
- Medetera capensis
- Medetera capillata
- Medetera capitiloba
- Medetera cederholmi
- Medetera chandleri
- Medetera cheesmanae
- Medetera chillcotti
- Medetera chrysotimiformis
- Medetera chumakovi
- Medetera cimbebasia
- Medetera collarti
- Medetera comes
- Medetera complicata
- Medetera compressa
- Medetera congonsis
- Medetera crassicauda
- Medetera crassivenis
- Medetera currani
- Medetera curvata
- Medetera curviloba
- Medetera cuspidata
- Medetera cyanogaster
- Medetera delita
- Medetera demeteri
- Medetera dendrobaena
- Medetera deserticola
- Medetera despecta
- Medetera diadema
- Medetera dichrocera
- Medetera dilatata
- Medetera dominicensis
- Medetera dorrigensis
- Medetera dorycondylus
- Medetera ealensis
- Medetera educata
- Medetera edwardsi
- Medetera evenhuisi
- Medetera excavata
- Medetera excellens
- Medetera excipiens
- Medetera excisa
- Medetera exiguus
- Medetera extranea
- Medetera falcata
- Medetera fasciata
- Medetera fascinator
- Medetera feminina
- Medetera femoralis
- Medetera fissa
- Medetera flabellifera
- Medetera flavicornis
- Medetera flavides
- Medetera flavigenus
- Medetera flavipes
- Medetera flavirostris
- Medetera flaviscutellum
- Medetera flaviseta
- Medetera flavitarsis
- Medetera fletcheri
- Medetera flinflon
- Medetera freyi
- Medetera fumida
- Medetera furcata
- Medetera galapagensis
- Medetera gaspensis
- Medetera ghesquierei
- Medetera gingra
- Medetera glabra
- Medetera glauca
- Medetera glaucella
- Medetera gomwa
- Medetera gotohorum
- Medetera gracilicauda
- Medetera gracilis
- Medetera gressitti
- Medetera grisecens
- Medetera grisescens
- Medetera grunini
- Medetera gussakovskii
- Medetera halteralis
- Medetera hamata
- Medetera himalayensis
- Medetera hirsuticosta
- Medetera hissarica
- Medetera hymera
- Medetera impigra
- Medetera incisa
- Medetera incrassata
- Medetera infumata
- Medetera infuscata
- Medetera insignis
- Medetera inspissata
- Medetera irianensis
- Medetera isobellae
- Medetera jacula
- Medetera jacuta
- Medetera jamaicensis
- Medetera japonica
- Medetera jugalis
- Medetera kasachstanica
- Medetera kaszabi
- Medetera kerzhneri
- Medetera killertonensis
- Medetera kinabaluensis
- Medetera kokodensis
- Medetera krivolutskiji
- Medetera krivosheinae
- Medetera lachaisei
- Medetera lamprostoma
- Medetera lamprostomoides
- Medetera latipennis
- Medetera leucarista
- Medetera liwo
- Medetera londti
- Medetera longa
- Medetera longicauda
- Medetera longinervis
- Medetera longitarsis
- Medetera lorea
- Medetera luteipes
- Medetera luteoscutata
- Medetera lutescens
- Medetera luzonensis
- Medetera lvovskii
- Medetera maai
- Medetera macalpinei
- Medetera malaisei
- Medetera malayensis
- Medetera marylandica
- Medetera maura
- Medetera maynei
- Medetera media
- Medetera melancholica
- Medetera melanesiana
- Medetera metallica
- Medetera micacea
- Medetera mindanensis
- Medetera minima
- Medetera minor
- Medetera mixta
- Medetera modesta
- Medetera mongolica
- Medetera mooneyensis
- Medetera morgei
- Medetera morobensis
- Medetera mosmanensis
- Medetera mucronata
- Medetera munroi
- Medetera muralis
- Medetera murina
- Medetera nakamurai
- Medetera nebulosa
- Medetera negrobovi
- Medetera neixiangensis
- Medetera neomelancholia
- Medetera nepalensis
- Medetera nigra
- Medetera nigrimanus
- Medetera nigripes
- Medetera nigritibia
- Medetera nigrohalterata
- Medetera nitida
- Medetera niuginiensis
- Medetera nocturna
- Medetera norlingi
- Medetera normalis
- Medetera nova
- Medetera nubilans
- Medetera nublians
- Medetera nudicoxa
- Medetera nudipes
- Medetera obesa
- Medetera obscura
- Medetera obsoleta
- Medetera occidentalis
- Medetera occultans
- Medetera olivacea
- Medetera opaca
- Medetera oscillans
- Medetera otiosa
- Medetera ovata
- Medetera pachyneura
- Medetera pallens
- Medetera pallidicornis
- Medetera pallidior
- Medetera pallidotiosa
- Medetera pallipes
- Medetera palmaris
- Medetera papuensis
- Medetera paralamprostoma
- Medetera parenti
- Medetera parvicornis
- Medetera parvilamellata
- Medetera pavlovskii
- Medetera pedestris
- Medetera penangensis
- Medetera penicillata
- Medetera penura
- Medetera perfida
- Medetera perplexa
- Medetera petrophila
- Medetera petrophiloides
- Medetera petulca
- Medetera philippinensis
- Medetera physothrix
- Medetera pinicola
- Medetera planipes
- Medetera platychira
- Medetera platythrix
- Medetera plebeia
- Medetera plumbella
- Medetera polita
- Medetera polleti
- Medetera pollinosa
- Medetera polonica
- Medetera pospelovi
- Medetera postminina
- Medetera potomac
- Medetera praedator
- Medetera prjachinae
- Medetera protuberans
- Medetera pseudoapicalis
- Medetera pseudofemoralis
- Medetera pseudonigripes
- Medetera pseudosibirica
- Medetera pseudotiosa
- Medetera pulchra
- Medetera pulchrifacies
- Medetera pumila
- Medetera queenslandensis
- Medetera quinta
- Medetera rara
- Medetera ravida
- Medetera relicata
- Medetera rhetheura
- Medetera rhombomium
- Medetera rikhterae
- Medetera roghii
- Medetera ruficornis
- Medetera rufipes
- Medetera rutilans
- Medetera saguaroicola
- Medetera salomonis
- Medetera sandakanensis
- Medetera saxicola
- Medetera scaura
- Medetera seguyi
- Medetera seksyaevae
- Medetera senicula
- Medetera seriata
- Medetera setiventris
- Medetera setosa
- Medetera shatalkini
- Medetera sibirica
- Medetera signaticornis
- Medetera similis
- Medetera simplicis
- Medetera sphaeroidea
- Medetera spinigera
- Medetera spinulata
- Medetera spinulicauda
- Medetera stackelbergiana
- Medetera steyskali
- Medetera stoltzei
- Medetera stomias
- Medetera storai
- Medetera striata
- Medetera stylata
- Medetera subchevi
- Medetera subquinta
- Medetera subsignaticornis
- Medetera subtristis
- Medetera subviridis
- Medetera sutshanica
- Medetera sylvestris
- Medetera takagii
- Medetera tarsata
- Medetera taurica
- Medetera tenuicauda
- Medetera thunebergi
- Medetera toxopeusi
- Medetera tristis
- Medetera tritiarsis
- Medetera tropica
- Medetera truncorum
- Medetera tuberculata
- Medetera tuktoyaktuk
- Medetera tumidula
- Medetera turkestanica
- Medetera turkmenorum
- Medetera uda
- Medetera ulrichi
- Medetera unicolor
- Medetera unisetosa
- Medetera ussuriana
- Medetera utahensis
- Medetera vaalensis
- Medetera vagans
- Medetera walschaertsi
- Medetera varipes
- Medetera waris
- Medetera varitibia
- Medetera vegandris
- Medetera veles
- Medetera verae
- Medetera victoris
- Medetera vidua
- Medetera viridicolor
- Medetera viridipalpa
- Medetera viridiventris
- Medetera vittata
- Medetera vivida
- Medetera vlasovi
- Medetera vockerothi
- Medetera wongabelensis
- Medetera xanthotricha
- Medetera xerophila
- Medetera xizangensis
- Medetera yangi
- Medetera yunnanensis
- Medetera zaitzevi
- Medetera zaitzvei
- Medetera zhejiangensis
- Medetera zicsiana
- Medetera zimini
- Medetera zinovjevi